# محمد أنور عصمت السادات
محمد أنور عصمت السادات هو نائب سابق في مجلس الشعب المصري (عمال) في عهد مبارك. عن محافظة المنوفية دائرة تلا قرية ميت أبو الكوم. من أوائل الدفعة التجارية (قبطان أعالي البحار). ابن شقيق الرئيس الراحل محمد أنور السادات وشقيق طلعت السادات. وفاز بمقعد خلال الانتخابات البرلمانية عقب ثورة 25 يناير عن الدائرة الثانية (فردي) المنوفية وهو مؤسس حزب الإصلاح والتنمية.
شارك بنشاطة الملحوظ في السياسة المصرية، وانتخب له في عام 2005 إلى مجلس الشعب المصري (البرلمان). وكان عضوا في لجنة العلاقات الخارجية واللجنة الاقتصادية بمجلس الشعب. وهو أيضا عضو نشط في المجلس المصري للشئون الخارجية (ECFA). وشارك في عدد من المنظمات الدولية السياسية والاقتصادية والاجتماعية والمؤتمرات وحلقات العمل في مصر والعالم العربي وأوروبا. نشر مقالات مختلفة في الصحف المصرية مع المصالح الخاصة والسياسية على قضايا التنمية في مصر. وهو مؤسس ورئيس لمنظمة السادات التنمية والرعاية الاجتماعية، وهي منظمة لا تستهدف الربح في مصر (منظمة غير حكومية)، بهدف تعزيز التنمية والتخفيف من وطأة الفقر في دائرته (تلا).
كان خلال عضويتة القصيرة التي قدم فيها مشاريع قوانين عديدة واستجوابات عديدة ابرزت دوره كنائب قوى مما أدى إلى سعى الحزب الحاكم لاقصائة. قدم بعض الطلبات التي ذاع صيتها وأبرزت دوره كنائب يستخدم دوره الرقابى في طلب التحقيق مع زكريا عزمي في غرق العبارة حيث أنة صديق مالكها إضافة إلى ما يثار ضده من شبهات في ذلك.